# Olhos de Água
Olhos de Água era una freguesia portuguesa del municipio de Albufeira, distrito de Faro.

## Geografía
Olhos de Água se encuentra a 6 km de Albufeira, la sede del municipio y a 3 km de Areias de São João, donde se sitúa la mayor parte de las actividades y servicios nocturnos.

## Historia
Pequeña población dedicada a la pesca en sus orígenes, la formación de su nombre (español: "Ojos de agua") procede del nacimiento de varias fuentes de agua dulce en la playa, en la orilla del mar y dentro del mar.
Junto a esas fuentes de agua dulce se asentaron fenicios, cartagineses y romanos, que practicaron la pesca y desarrollaron una incipiente industria de secado y salazón de pescado, y se extendieron por todo el litoral del Algarve. En los últimos trabajos arqueológicos fueron encontrados vestigios de tanques de salazón del período romano en las playas vecinas de Maria Luísa e Santa Eulália.
Fue suprimida el 28 de enero  de 2013, en aplicación de una resolución de la Asamblea de la República portuguesa promulgada el 16 de enero de 2013 al unirse con la freguesia de Albufeira, formando la nueva freguesia de Albufeira e Olhos de Água.

## Turismo
Desde la década de 1960 el turismo, en rápido crecimiento, ha sido el gran dinamizador de la economía de Olhos de Água, aumentando el número de establecimientos hoteleros, comerciales, restaurantes, bares y apartamentos.
Recientemente se realizaron algunas mejoras en la playa, en las instalaciones de los pescadores y en la rampa de acceso a la playa, así como en los balnearios públicos y refugios, paseos, y bancos de jardín.
Olhos de Água es un lugar eminentemente turístico, con servicios accesibles y variedad de oferta de playas, bares, restaurantes, supermercados, banco, lonjas, oficina de correos, centro de salud, clínica privada, hoteles, aparcamiento, taxis y otros servicios.

## Patrimonio
- Torre da Medronheira: Construcción del reinado del rey Juan III, que servía de vigía para avisar a las poblaciones costeras de la aproximación de piratas y corsarios.
- Miradores: A lo largo de la playa pueden observarse las fuentes submarinas de agua dulce.